# No Escape (2015)
No Escape (Brasil: Horas de Desespero / Portugal: Sem Saída) é um filme de suspense e ação américo-tailandesa dirigido por John Erick Dowdle, que co-escreveu o roteiro com seu irmão, Drew Dowdle. O filme é estrelado por Owen Wilson, Lake Bell e Pierce Brosnan, e conta a história de um engenheiro expatriado preso com sua família em um país do sudeste asiático sem nome durante uma revolta violenta.
O filme foi lançado em 26 de agosto de 2015. Ele teve prévias especiais nas Filipinas em 16 e 17 de agosto de 2015, além de várias pré-exibições nos Estados Unidos antes de seu lançamento oficial em 26 de agosto de 2015 pela The Weinstein Company. No Escape recebeu críticas mistas dos críticos, que elogiaram as seqüências de ação e as performances de atuação, especialmente o papel dramático de Wilson, mas outros criticaram a falta de desenvolvimento do personagem e final anticlimático.

## Sinopse
Na Tailândia, o primeiro-ministro fecha um acordo com um representante da Cardiff, uma empresa americana especializada em sistemas de água. Após a saída do representante, um grupo de rebeldes armados inicia um golpe de estado e assassina o primeiro-ministro.
Dezessete horas antes, Jack Dwyer (Owen Wilson), um novo funcionário de Cardiff, está voando para o país com sua esposa Annie (Lake Bell) e suas filhas Lucy (Sterling Jerins) e Briegel "Beeze" Dwyer (Claire Geare). Após o desembarque, eles encontram um britânico chamado Hammond (Pierce Brosnan), que lhes oferece uma carona com ele e seu amigo "Kenny Rogers" (Sahajak Boonthanakit), para o Imperial Lotus Hotel, onde muitos estrangeiros estão hospedados. No hotel, Jack descobre que as linhas telefônicas, a televisão e a internet estão em baixa por toda a cidade. Ele para no bar e conversa com Hammond. Mais tarde naquela noite, Jack acorda e encontra sua esposa no banheiro chorando.
Na manhã seguinte, Jack sai para comprar um jornal e, inadvertidamente, se vê no meio de um confronto entre manifestantes armados e policiais com escudos. As duas forças se chocam violentamente quando Jack foge. Eventualmente, os manifestantes ganham vantagem e começam a matar a polícia. Jack corre de volta para o hotel e testemunha os rebeldes executando um funcionário americano de Cardiff na frente. Um soldado rebelde vê Jack, forçando Jack a subir rapidamente uma escada de incêndio e entrar no hotel por uma janela. Os rebeldes atravessam a entrada principal do hotel, apesar dos esforços dos trabalhadores do hotel para bloquear as portas e começam a massacrar indiscriminadamente a equipe e os convidados.
Jack volta para o quarto de sua família, mas descobre que Lucy está nadando na piscina no andar de baixo. Jack mal chega a Lucy a tempo, antes que os rebeldes despejam na área da piscina. Enquanto isso, Annie horrorizada vê os rebeldes indo de sala em sala, matando os convidados. Ela por pouco consegue mantê-los fora do quarto. Quando Jack retorna com Lucy, ele encontra um rebelde na escada, mas Hammond o salva e diz para ele chegar ao telhado. A família de Jack chega ao telhado e se junta a alguns dos hóspedes e funcionários do hotel, que se reuniram e bloquearam a porta. No telhado, outros turistas do hotel alertam Jack para que não se incline sobre a beirada do telhado, enquanto os rebeldes abaixo dão uma chance a quem eles podem ver. Jack olha para o telhado de qualquer maneira e vê que centenas de rebeldes estão se reunindo na base do hotel e que eles tomaram a maior parte da cidade. Um hóspede de hotel francês interpreta o que está cantando ("Não resista. Não haverá prisioneiros, porque [eles] vão nos matar de qualquer maneira.", "Sangue pela água!") Ao questionar um mensageiro do hotel ferido, eles aprendem que os rebeldes estão protestando contra o controle das empresas estrangeiras do suprimento de água. Um helicóptero que se aproxima é então ouvido. O alívio de todos se transforma em horror, quando eles percebem que pertence aos rebeldes, que abrem fogo contra as pessoas abaixo. Enquanto a família de Jack corre para se esconder, o helicóptero fica preso em fios elétricos e trava. Outro grupo de rebeldes invade a porta bloqueada e atira na maioria dos sobreviventes quando Jack e sua família pulam no telhado de um prédio de escritórios ao lado do hotel. Jack olha para trás e vê os rebeldes executando os demais hóspedes e funcionários do hotel antes de avistar o líder rebelde segurando a faixa "Bem-vindo" de Cardiff com sua foto, percebendo que ele é um alvo de alto valor.
Depois de subir a uma borda do prédio de escritórios em que pularam, um tanque M60 atinge o prédio e atira indiscriminadamente, matando muitas pessoas dentro. A família de Jack se esconde sob alguns escombros enquanto os rebeldes invadem o prédio e assassinam os funcionários do escritório. A família permanece lá pelo resto do dia, até o anoitecer com um cadáver escondendo-os. Quando Jack deixa o esconderijo, ele é visto por um rebelde saqueador que Jack mata, para seu horror e para Annie. Eles encontram um mapa, tiram as roupas dos funcionários dos escritórios mortos para se disfarçarem de habitantes locais e seguem para a embaixada americana em um ciclomotor roubado. No caminho, eles conseguem atravessar uma multidão de manifestantes rebeldes; um homem percebe que são estrangeiros, mas não diz nada, ao ver as duas crianças andando com ele. Ao chegar à embaixada, eles a encontram invadida e deserta e vários guardas americanos mortos, e precisam fugir, mas não antes de serem vistos por um grupo de rebeldes, incluindo o líder do massacre do hotel.
A família se abriga em um jardim budista nas proximidades e é protegida pelo antigo caseiro da propriedade. Os rebeldes entram no complexo e começam a procurá-los. Jack tenta roubar uma arma, e Annie sai do esconderijo para desviar a atenção de Jack, enquanto Lucy e Beeze se escondem. Depois de descobrir que a arma está descarregada, Jack é espancado e contido. Quando o líder do grupo está prestes a estuprar Annie, Hammond e Kenny entram no jardim e matam a maioria dos rebeldes, exceto o líder, que escapa. Os dois homens levam a família a um bordel próximo, pelo qual passam a caminho da grande torre no telhado. Enquanto comem, Hammond explica que ele e Kenny trabalham para o governo britânico. Ele e outros agentes convenceram o ex-governo a fazer acordos com empresas como Cardiff. Como esses acordos permitiram que as empresas fossem "donas" do governo por meio de dívidas, irritaram o povo, o que levou ao levante. Hammond explica que o plano deles é chegar ao rio próximo, comandar um barco e atravessar a fronteira para o Vietnã, onde eles esperam receber direito de asilo.
Enquanto os filhos dormem, Annie e Jack choram um ao outro que não se arrependem da vida juntos, preparando-se para o fato de que provavelmente poderiam morrer na manhã seguinte. Antes que eles possam executar seu plano, o grupo é atacado por rebeldes, que matam Kenny e ferem Hammond. Hammond se sacrifica para desativar um caminhão rebelde que os segue. Perto da margem do rio, Annie e as crianças se escondem quando Jack encontra um pescador e troca seu relógio e sapatos por um barco. O pescador ouve os rebeldes se aproximando e esconde Jack debaixo de um barco velho. Pouco tempo depois, o líder que escapou antes volta com outro grupo, captura Jack e se prepara para executá-lo. Lucy deixa seu esconderijo, distraindo o líder do grupo, cujo tiro atinge o ombro de Jack. O líder então pega Lucy, coloca uma arma na mão e uma na cabeça e ordena que ela mate Jack. Ela se recusa, mas Jack a encoraja a atirar nele (para potencialmente se salvar). Antes que Lucy possa fazer uma escolha, Annie intervém e acerta a cabeça do líder, e o golpeia até a morte com um remo, enquanto Jack pega a arma do homem e mata os rebeldes restantes.
A família embarca em um barco e rema no rio abaixo em direção à fronteira vietnamita. Eles são vistos por um grupo de rebeldes, mas continuam remando. Embora a patrulha da fronteira do Vietnã avise a família, sob a mira da arma, para não entrar no Vietnã, eles não tomam nenhuma ação para impedi-los e, assim que o barco cruza o marco de fronteira, a patrulha da fronteira adverte os rebeldes contra atacar a família como estão. agora nas águas vietnamitas e se os rebeldes atirarem, eles o considerarão um ato de guerra e usariam força letal contra os rebeldes. Quando a família é resgatada pelos guardas de fronteira, eles se abraçam, tendo finalmente chegado ao fim de sua provação. Mais tarde, em um hospital, Jack e Annie narram às crianças a história de como Lucy nasceu, uma história que as duas filhas pediram para ouvir no início do filme.

## Elenco
- Owen Wilson como Jack Dwyer, um novo funcionário de Cardiff (originalmente engenheiro civil americano) e marido de Annie.
- Lake Bell como Annie Dwyer, esposa de Jack.
- Sterling Jerins como Lucy Dwyer, filha mais velha de Jack e Annie.
- Claire Geare como Briegel Dwyer, filha mais nova de Jack e Annie, também conhecida como "Beeze".
- Pierce Brosnan como Hammond, agente do Serviço Secreto de Sua Majestade.
- Sahajak Boonthanakit como "Kenny Rogers", um homem local que dirige um serviço de táxi com tema de Kenny Rogers, mas que na verdade é o parceiro de Hammond.

## Produção
Em 2012, foi relatado que Owen Wilson estrelaria um filme de ação chamado The Coup, e o tom do filme foi descrito como semelhante a Taken (2009), centrado em uma família americana que se muda para o sudeste da Ásia e se vê "envolvida em um golpe violento onde rebeldes atacam impiedosamente a cidade". Mais tarde, durante o Festival de Cannes, foi relatado que Pierce Brosnan havia se juntado ao projeto, sendo seu papel "um agente do governo misterioso e, finalmente, heróico", um aceno ao seu papel como James Bond. John Erick Dowdle, conhecido por vários filmes de terror, e que escreveu o roteiro com seu irmão, Drew Dowdle, foi escolhido para dirigir o filme. Os dois irmãos basearam o roteiro em uma quase confusão política quando os irmãos Dowdle e seu pai estavam viajando para a Tailândia. John explica: "Logo antes de chegarmos à Tailândia, um golpe derrubou o primeiro-ministro. Não havia aviso prévio. Havia um sentimento de ansiedade no ar. Então comecei a pensar sobre isso. Se tudo desse errado, o que eu faria?" Michelle Monaghan se juntou ao elenco, interpretando a esposa do personagem de Wilson.
Em agosto de 2013, foi relatado que a Bold Films financiaria o filme, substituindo Crime Scene Pictures. Mais tarde naquele ano, foi relatado que Lake Bell havia substituído Monaghan, e sua personagem se chamava Annie Dwyer, e descrita como uma mulher amada que parecia ter a vida familiar perfeita. A filmagem principal começou em 31 de outubro de 2013 na Tailândia .

### Filmagem
No Escape foi filmado em Chiang Mai, Tailândia.
A filmagem principal começou em 31 de outubro de 2013, com a produtora tailandesa Living Films, facilitando as filmagens. "Os produtores do filme tiveram uma grande variedade de países nos quais poderiam ter baseado essa produção", disse o fundador e diretor executivo da Living Films, Chris Lowenstein. "O fato de terem escolhido a Tailândia é um grande testemunho das habilidades das equipes tailandesas e dos recursos que a Tailândia oferece. Estamos felizes em ajudar a trazer esse projeto para a tela". Sierra/Affinity lidou com as vendas internacionais do filme. Brosnan se juntou à equipe em dezembro, depois de terminar seu trabalho em How to Make Love Like a Englishman, se mudar para o Camboja, onde a produção era realizada, com seu personagem chamado "Hammond".
Em 10 de junho de 2014, foi anunciado que o filme seria lançado em 6 de março de 2015. Em 6 de fevereiro de 2015, foi anunciado que o filme recebeu o título de No Escape e seu lançamento foi adiado para 2 de setembro de 2015. Foi novamente alterado, desta vez para 26 de agosto de 2015.
O filme foi aprovado para ser lançado na Tailândia depois que os cineastas concordaram em não identificar o país onde foi filmado ou retratá-lo negativamente. Em uma entrevista para o The Straits Times, o co-roteirista Drew Dowdle explicou: "Tínhamos muito cuidado para não chegar à Tailândia no filme, então não havia idioma tailandês usado ... Nenhuma das placas é tailandesa e a maior parte do idioma que a população nativa está falando é uma combinação de idiomas do Laos, tribo da colina e outras línguas". Os cineastas também foram instruídos a não usar imagens da monarquia tailandesa e a "nunca mostrar o rei ou a cor amarela porque essa é a cor do rei". O diretor John Dowdle acrescentou que eles também foram informados "sem Budas ... não faça nada de ruim na frente de um Buda".

## Recepção

### Bilheteria
O filme arrecadou US$27,288,872 na América do Norte e US$27,130,000 no exterior para um total de US$54,418,872.

### Resposta da crítica
O site de agregação de críticas Rotten Tomatoes dá ao filme uma classificação de 45%, com base em 142 avaliações, com uma classificação média de 4,9/10. Consenso crítico do site diz: "Infelizmente, o elenco talentoso e as emoções tensas de filmes B de No Escape são compensados por seus personagens unidimensionais e uma visão de mundo desconfortavelmente retrógrada". Em Metacritic, o filme tem uma pontuação de 38 em 100, baseado em 33 críticos, indicando "críticas geralmente desfavoráveis". O filme recebeu uma média de CinemaScore "B+" do público, em uma escala de A+ a F.
Peter Howell do Toronto Star questionou o filme por sua "falta de considerações morais", mas no geral o elogiou por ser suspense e "ótimo entretenimento.
Muitas das críticas negativas para No Escape rotularam o filme como xenófobo por sua representação de asiáticos do sudeste. Uma dessas análises, escrita por Stephanie Merry, do The Washington Post, alegou que "todo personagem asiático é um assassino cruel ou um dano colateral anônimo". Da mesma forma, Moira Macdonald, do The Seattle Times, criticou No Escape por ser ofensivo e concluiu: "Assim como a família Dwyer, eu me vi procurando uma fuga; você também pode". Peter Sobczynski, do Rogerebert.com, também criticou No Escape por sua "xenofobia limítrofe", mas, finalmente, selecionou o filme para a direção do filme de John Erick Dowdle e para cenas em câmera lenta "involuntariamente cômica", e resumiu dizendo que Wilson e Brosnan "foram ao cinema em um dos filmes mais desagradáveis do ano".